# Gare d'Oermingen
La gare d'Oermingen est une gare ferroviaire française de la ligne de Mommenheim à Sarreguemines, située sur le territoire de la commune d'Oermingen, dans la collectivité européenne d'Alsace, en région Grand Est.
C'est une halte voyageurs de la Société nationale des chemins de fer français (SNCF), desservie par des trains TER Grand Est.

## Situation ferroviaire
Établie à 222 mètres d'altitude, la gare d'Oermingen est située au point kilométrique (PK) 57,629, de la ligne de Mommenheim à Sarreguemines, entre les gares ouvertes de Diemeringen et de Kalhausen.

## Histoire
La gare d'Oermingen est mise en service lors de l'ouverture de la section de voie ferrée de Mommenheim à Kalhausen, le 1er mai 1895.

## Fréquentation
De 2015 à 2024, selon les estimations de la SNCF, la fréquentation annuelle de la gare s'élève aux nombres indiqués dans le tableau ci-dessous.
| Année     | 2015   | 2016   | 2017   | 2018   | 2019   | 2020   | 2021   | 2022   | 2023   | 2024   |
| --------- | ------ | ------ | ------ | ------ | ------ | ------ | ------ | ------ | ------ | ------ |
| Voyageurs | 37 456 | 36 005 | 34 756 | 30 956 | 25 491 | 22 606 | 31 151 | 36 302 | 33 538 | 38 063 |

## Service des voyageurs

### Accueil
Halte SNCF, c'est un point d'arrêt non géré (PANG) à accès libre.

### Desserte
Oermingen est desservie par les trains TER Grand Est, de la Ligne Strasbourg - Sarreguemines - Sarrebruck.

### Intermodalité
Un parc pour les vélos et un parking pour les véhicules y sont aménagés.
En complément de la desserte ferroviaire, elle est desservie par des cars TER Alsace : Ligne Strasbourg - Sarreguemines.

## Patrimoine ferroviaire
L'ancien bâtiment voyageurs, à la façade en pierre de trois travées, est devenu une habitation privée. Sa remise à marchandises en bois accolée a été convertie en garage.

## À proximité
L'ancienne caserne de la ligne Maginot (construite en 1938), devenue le centre de détention d'Oermingen est à 10 minutes à pied.